# مونرو هايوارد
مونرو هايوارد هو محامي وقاضي وسياسي أمريكي، ولد في 22 ديسمبر 1840 في نيويورك في الولايات المتحدة، وتوفي في 5 ديسمبر 1899 في نبراسكا سيتي في الولايات المتحدة. نشط حزبياً في الحزب الجمهوري. وقد انتخب عضو مجلس الشيوخ الأمريكي ‏ عن دائرة Nebraska Class 1 senate seat ‏ وقد انضم خلال فترته النيابية ‏ (8 مارس 1899 – 5 ديسمبر 1899) للكتلة البرلمانية الحزب الجمهوري وانتخب عضو مجلس الشيوخ الأمريكي ‏.